# Glista bydlęca
Glista bydlęca (Neoascaris vitulorum) – gatunek nicienia z rodziny glist pasożytujący w jelicie cienkim bydła, zebu i bawołu. Cykl rozwojowy adekwatny do cyklu glisty ludzkiej. Cielę może zarazić się od matki jeszcze przed urodzeniem.